# イサベラ・ロヴィーン
イサベラ・ロヴィーン（スウェーデン語: Isabella Lövin、1963年2月3日 - ）は、スウェーデン王国の政治家、作家、ジャーナリスト。緑の党所属。国際協力・気候変動担当大臣、環境相、副首相などを経て、2024年より欧州議会議員を務める。
緑の党では、2016年から2021年まで報道官。

## 経歴
芸術家ビョルン・ロヴィーンの娘であり、 ストックホルム大学で映画研究、政治学、社会学、イタリア語を、ストックホルムにあるドラマスティカ研究所で映画、ラジオ、テレビ、演劇を学んだ。2007年、漁業に関する著書『沈黙の海』を刊行。スウェーデン国内のジャーナリスト賞「Stora Journalistpriset」を授与された
2009年欧州議会議員選挙で緑の党から当選。2014年欧州議会議員選挙にも再選され、欧州議会漁業委員会の副委員長に選任されたが、直後の2014年10月にステファン・ロベーン内閣の国際協力担当相に任命されたため欧州議会議員を辞任した。欧州議会では漁業問題などを担当した。
2016年3月9日の国政選挙で緑の党が政権与党となった直後の同月13日には、オーサ・ロムソンとともに緑の党の報道官となり、2021年まで務めた。2019年に国際協力担当相から環境相となったが、翌年には再度国際協力担当相を兼務し、2021年まで務めた。この間、2016年から2021年まで副首相を兼務した。
2024年欧州議会議員選挙で当選し、再度欧州議会議員となった。

## 代表的な著書
- イサベラ・ロヴィーン（2009年）『沈黙の海-最後の食用魚を求めて』新評論 (翻訳)佐藤吉宗 ISBN 978-4794808202 スウェーデン・ジャーナリスト大賞&環境ジャーナリスト賞受賞